# Coupe du monde de saut d'obstacles 2013-2014
Navigation
Édition précédente Édition suivante
La coupe du monde de saut d'obstacles 2013-2014 est la 36e édition de la coupe du monde de saut d'obstacles organisée par la FEI.

## Ligues
| Ligue                                | Nombre d'épreuves | Vainqueur           |
| ------------------------------------ | ----------------- | ------------------- |
| Amérique centrale et des Caraïbes    | 3                 | Manuel Espinosa Pla |
| Nord-Américaine Côte Est             | 12                | Kent Farrington     |
| Nord-Américaine Côte Ouest           | 12                | Nayel Nassar        |
| Sud-Américaine-Nord                  | 3                 | Juan Manuel Gallego |
| Sud-Américaine-Sud                   | 6                 | Yuri Mansur Guerios |
| Sud-Africaine                        | 6                 | Jeanne Engela       |
| Arabe                                | 13                | Abdelkebir Ouaddar  |
| Asie du Sud-Est                      | 3                 | Kurniadi Katompo    |
| Asie Centrale                        | 3                 | Umid Kamilov        |
| Australie - Pacifique                | 11                | Jamie Kermond       |
| Caucasienne                          | 3                 | Jamal Rahimov       |
| Chinoise                             | 3                 | Liu Tongyan         |
| Europe Centrale - Sous-Ligue du Nord | 11                | Vladimir Beletskiy  |
| Europe Centrale - Sous-Ligue du Sud  | 6                 | Omer Karaevli       |
| Europe de l'Ouest                    | 10                | Marcus Ehning       |
| Japonaise                            | 6                 | Tae Sato            |
| Nouvelle-Zélande - Pacifique         | 6                 | Samantha McIntosh   |

### Ligue d'Amérique centrale et des Caraïbes
| Ville           | Pays      | Début            | Fin              | Vainqueur                                   |
| --------------- | --------- | ---------------- | ---------------- | ------------------------------------------- |
| Guatemala       | Guatemala | 24 octobre 2013  | 27 octobre 2013  | Manuel Espinosa Pla sur Zippo CG            |
| San José Pinula | Guatemala | 7 novembre 2013  | 10 novembre 2013 | Manuel Espinosa Pla sur Zippo CG            |
| San José Pinula | Guatemala | 14 novembre 2013 | 17 novembre 2013 | Manuel Espinosa Pla sur Center Per Cento CG |

### Ligue nord-américaine (Côte Est)
| Ville         | Pays       | Début             | Fin                | Vainqueur                                   |
| ------------- | ---------- | ----------------- | ------------------ | ------------------------------------------- |
| Bromont       | Canada     | 24 juillet 2013   | 28 juillet 2013    | Andrew Bourns sur Gatsby                    |
| Bridgehampton | États-Unis | 25 août 2013      | 1er septembre 2013 | Kent Farrington sur Zafira                  |
| North Salem   | États-Unis | 11 septembre 2013 | 15 septembre 2013  | Brianne Goutal sur Nice de Pricey           |
| Rockwood      | Canada     | 25 septembre 2013 | 29 septembre 2013  | Leslie Burr-Howard sur Tic-Tac              |
| Harrisburg    | États-Unis | 17 octobre 2013   | 19 octobre 2013    | Conor Swail sur Game Ready                  |
| Washington    | États-Unis | 22 octobre 2013   | 27 octobre 2013    | Kent Farrington sur Blue Angel              |
| Lexington     | États-Unis | 30 octobre 2013   | 3 novembre 2013    | Katherine A. Dinan sur Nougat Du Valet      |
| Toronto       | Canada     | 5 novembre 2013   | 9 novembre 2013    | Mclain Ward sur Rothchild                   |
| Wellington    | États-Unis | 26 novembre 2013  | 1er décembre 2013  | Charlie Jacobs sur Flaming Star             |
| Wellington    | États-Unis | 5 février 2014    | 9 février 2014     | Ben Maher sur Cella                         |
| Wellington    | États-Unis | 4 mars 2014       | 9 mars 2014        | Rodrigo Pessoa sur Citizenguard Cadjanine Z |
| Ocala         | États-Unis | 19 mars 2014      | 23 mars 2014       | Ben Maher sur Aristo Z                      |

### Ligue nord-américaine (Côte Ouest)
| Ville          | Pays       | Début            | Fin              | Vainqueur                                |
| -------------- | ---------- | ---------------- | ---------------- | ---------------------------------------- |
| Langley        | Canada     | 29 mai 2013      | 2 juin 2013      | Kyle King sur Quigley                    |
| Calgary        | Canada     | 5 juin 2013      | 9 juin 2013      | Kent Farrington sur Uceko                |
| Calgary        | Canada     | 13 juin 2013     | 16 juin 2013     | Kent Farrington sur Uceko                |
| Calgary        | Canada     | 27 juin 2013     | 30 juin 2013     | Leslie Burr-Howard sur Tic Tac           |
| Langley        | Canada     | 21 août 2013     | 25 août 2013     | Andres Rodriguez sur Caballito           |
| Del Mar        | États-Unis | 28 août 2013     | 31 août 2013     | Nayel Nassar sur Lordan                  |
| Rancho Murieta | États-Unis | 1er octobre 2013 | 6 octobre 2013   | Mandy Porter sur Con Capilot             |
| Del Mar        | États-Unis | 23 octobre 2013  | 27 octobre 2013  | Vinton Karrasch sur Coral Reef Baloufino |
| Burbank        | États-Unis | 6 novembre 2013  | 10 novembre 2013 | Christian Heineking sur NKH Selena       |
| Las Vegas      | États-Unis | 12 novembre 2013 | 16 novembre 2013 | Andrew Ramsay sur Adamo Van't Steenputje |
| Thermal        | États-Unis | 28 janvier 2014  | 2 février 2014   | Saer Coulter sur Springtime              |
| Thermal        | États-Unis | 18 février 2014  | 23 février 2014  | Elizabeth Gingras sur Floreen SFN        |

### Ligue sud-américaine (Nord)
| Ville     | Pays     | Début            | Fin                | Vainqueur                       |
| --------- | -------- | ---------------- | ------------------ | ------------------------------- |
| Guaymaral | Colombie | 29 août 2013     | 1er septembre 2013 | Mauricio Guevara sur Capano Z   |
| Guaymaral | Colombie | 4 septembre 2013 | 8 septembre 2013   | Juan Manuel Gallego sur Ban Ban |
| Bogota    | Colombie | 13 novembre 2013 | 17 novembre 2013   | Juan Manuel Gallego sur Ban Ban |

### Ligue sud-américaine (Sud)
| Ville          | Pays      | Début            | Fin              | Vainqueur                                                           |
| -------------- | --------- | ---------------- | ---------------- | ------------------------------------------------------------------- |
| Sol de Mayo    | Argentine | 17 mai 2013      | 19 mai 2013      | Leandro Nicolas Moschini sur Gama Zarello Z                         |
| São Paulo      | Brésil    | 14 juin 2013     | 16 juin 2013     | Yuri Mansur Guerios sur Amor                                        |
| Porto Alegre   | Brésil    | 3 octobre 2013   | 6 octobre 2013   | Cesar Almeida sur Imperio Egipcio Vanity                            |
| São Paulo      | Brésil    | 17 octobre 2013  | 20 octobre 2013  | Yuri Mansur Guerios sur Deuly Z                                     |
| Buenos Aires   | Argentine | 8 novembre 2013  | 11 novembre 2013 | Alejandro Madorno sur Milano de Flore                               |
| Rio de Janeiro | Brésil    | 21 novembre 2013 | 24 novembre 2013 | Felipe Notarbartolo di Villarosa do Amaral sur Premiere Carthoes BZ |

### Ligue sud-africaine
| Ville          | Pays           | Début            | Fin                | Vainqueur                               |
| -------------- | -------------- | ---------------- | ------------------ | --------------------------------------- |
| Midrand        | Afrique du Sud | 16 mai 2013      | 19 mai 2013        | Jeanne Engela sur Chanel Van De Zeshoek |
| Shongweni      | Afrique du Sud | 13 juin 2013     | 17 juin 2013       | Johan Kachelhoffer sur Capital Shiraz   |
| Polokwane      | Afrique du Sud | 28 août 2013     | 1er septembre 2013 | Grant Langley sur Sissi Van De Helle    |
| Kromdraai      | Afrique du Sud | 25 octobre 2013  | 27 octobre 2013    | Shaun Neill sur Clyde Z                 |
| Port Elizabeth | Afrique du Sud | 15 novembre 2013 | 77 novembre 2013   | Lorette Knowles-Taylor sur Watch Me P   |
| Le Cap         | Afrique du Sud | 20 novembre 2013 | 24 novembre 2013   | Shaun Neill sur Clyde Z                 |

### Ligue arabe
| Ville     | Pays                | Début             | Fin               | Vainqueur                                        |
| --------- | ------------------- | ----------------- | ----------------- | ------------------------------------------------ |
| Tetouan   | Maroc               | 20 septembre 2013 | 22 septembre 2013 | Abdelkebir Ouaddar sur Quickly De Kreisker       |
| Rabat     | Maroc               | 27 septembre 2013 | 29 septembre 2013 | Abdelkebir Ouaddar sur Quickly De Kreisker       |
| El Jadida | Maroc               | 4 octobre 2013    | 6 octobre 2013    | Abdullah Waleed Sharbatly sur Exclusive          |
| Amman     | Jordanie            | 24 octobre 2013   | 26 octobre 2013   | Hamad Ali Mohamed A Al Attiyah sur Ultimo        |
| Amman     | Jordanie            | 31 octobre 2013   | 2 novembre 2013   | Ibrahim Hani Bisharat sur Kirfa de Kreisker      |
| Riyad     | Arabie saoudite     | 27 novembre 2013  | 30 novembre 2013  | Abdullah Waleed Sharbatly sur Little Pezi        |
| Riyad     | Arabie saoudite     | 4 décembre 2013   | 7 décembre 2013   | Kamal Abdullah Bahamdan sur Noblesse des Tess    |
| Doha      | Qatar               | 19 décembre 2013  | 22 décembre 2013  | Kamal Abdullah Bahamdan sur Noblesse des Tess    |
| Doha      | Qatar               | 26 décembre 2013  | 29 décembre 2013  | Bassem Hassan Mohammed sur Cantaro 32            |
| Abou Dabi | Émirats arabes unis | 9 janvier 2014    | 11 janvier 2014   | Nadia Abdul Aziz Taryam sur Calawo               |
| Charjah   | Émirats arabes unis | 23 janvier 2014   | 25 janvier 2014   | Abdelkebir Ouaddar sur Quickly de Kreisker       |
| Dubaï     | Émirats arabes unis | 30 janvier 2014   | 1er février 2014  | Hamad Ali Mohamed A Al Attiyah sur L.B. Casanova |
| Al Ain    | Émirats arabes unis | 5 février 2014    | 8 février 2014    | Nasser Al Ghazali sur Delloren                   |

### Ligue d'Asie du Sud-Est
| Ville     | Pays      | Début             | Fin               | Vainqueur                             |
| --------- | --------- | ----------------- | ----------------- | ------------------------------------- |
| Tangerang | Indonésie | 27 septembre 2013 | 29 septembre 2013 | Kurniadi Katompo sur Nastello         |
| Pattaya   | Thaïlande | 25 octobre 2013   | 27 octobre 2013   | Munsika Piyavidtayakarn sur Zaragazza |
| Bandung   | Indonésie | 22 novembre 2013  | 24 novembre 2013  | Kurniadi Katompo sur 3K Lund Star     |

### Ligue d'Asie centrale
| Ville    | Pays         | Début             | Fin               | Vainqueur                |
| -------- | ------------ | ----------------- | ----------------- | ------------------------ |
| Bichkek  | Kirghizistan | 23 mai 2013       | 26 mai 2013       | Peter Solovyov sur Luzie |
| Astana   | Kazakhstan   | 1er juillet 2013  | 5 juillet 2013    | Umid Kamilov sur Eloise  |
| Tachkent | Ouzbékistan  | 12 septembre 2013 | 15 septembre 2013 | Umid Kamilov sur Cancun  |

### Ligue Australie - Pacifique
| Ville      | Pays      | Début              | Fin                | Vainqueur                                |
| ---------- | --------- | ------------------ | ------------------ | ---------------------------------------- |
| Sydney     | Australie | 27 mars 2013       | 27 mars 2013       | Sharon Slater sur Ulixes                 |
| Gatton     | Australie | 4 août 2013        | 4 août 2013        | Jamie Kermond sur Colthaga               |
| Caboolture | Australie | 18 août 2013       | 18 août 2013       | Merrick Ubank sur Aladino                |
| Gawler     | Australie | 1er septembre 2013 | 1er septembre 2013 | Russell Johnstone sur Borealis Centurion |
| Adélaïde   | Australie | 12 septembre 2013  | 12 septembre 2013  | Tim Clarke sur Caltango                  |
| Melbourne  | Australie | 29 septembre 2013  | 29 septembre 2013  | Merrick Ubank sur Aladino                |
| Sydney     | Australie | 7 novembre 2013    | 10 novembre 2013   | Tim Clarke sur Caltango                  |
| Wodonga    | Australie | 16 novembre 2013   | 16 novembre 2013   | Jamie Kermond sur Colthaga               |
| Shepparton | Australie | 23 novembre 2013   | 23 novembre 2013   | Thomas McDermott sur SL Limerick         |
| Sale       | Australie | 30 novembre 2013   | 30 novembre 2013   | Billy Raymont sur Stardom                |
| Sydney     | Australie | 8 décembre 2013    | 8 décembre 2013    | Thomas McDermott sur SL Limerick         |

### Ligue caucasienne
| Ville    | Pays        | Début           | Fin             | Vainqueur                        |
| -------- | ----------- | --------------- | --------------- | -------------------------------- |
| Tbilissi | Géorgie     | 23 mai 2013     | 26 mai 2013     | Shalva Gachechiladze sur Saturn  |
| Bakou    | Azerbaïdjan | 5 juillet 2013  | 7 juillet 2013  | Seyid Musayev sur Light Limerick |
| Bakou    | Azerbaïdjan | 10 janvier 2014 | 12 janvier 2014 | Jamal Rahimov sur Platin E       |

### Ligue chinoise
| Ville | Pays  | Début           | Fin             | Vainqueur                       |
| ----- | ----- | --------------- | --------------- | ------------------------------- |
| Pékin | Chine | 29 avril 2013   | 5 mai 2013      | Franz-Josef Dahlmann sur Ziemar |
| Pékin | Chine | 12 octobre 2013 | 15 octobre 2013 | Zhu Meimei sur Cheval de Blanc  |
| Pékin | Chine | 17 octobre 2013 | 20 octobre 2013 | Qin Lin sur Chinzano            |

### Ligue d'Europe centrale

#### Sous-ligue du Nord
| Ville             | Pays      | Début            | Fin              | Vainqueur                                  |
| ----------------- | --------- | ---------------- | ---------------- | ------------------------------------------ |
| Vazgaikiemis      | Lituanie  | 17 mai 2013      | 19 mai 2013      | Krzysztof Ludwiczak sur Luca Toni 18       |
| Moscou            | Russie    | 20 juin 2013     | 23 juin 2013     | Vladimir Beletskiy sur Littlefoot 22       |
| Saint-Pétersbourg | Russie    | 4 juillet 2013   | 7 juillet 2013   | Mikhail Safronov sur Copperphild           |
| Zagare            | Lituanie  | 18 juillet 2012  | 21 juillet 2013  | Andrzej Gloskowski sur Cross               |
| Riga              | Lettonie  | 26 juillet 2013  | 28 juillet 2013  | Kristaps Neretnieks sur Continue           |
| Bratislava        | Slovaquie | 1er août 2013    | 4 août 2013      | Marie Demonte sur Rhune d'Euskadi          |
| Donetsk           | Ukraine   | 5 septembre 2013 | 8 septembre 2013 | Annulé                                     |
| Pezinok           | Slovaquie | 6 septembre 2013 | 8 septembre 2013 | Hanno Ellermann sur Zacharov TN            |
| Tallinn           | Estonie   | 4 octobre 2013   | 6 octobre 2013   | Vladimir Beletskiy sur Mats' up du Plessis |
| Leszno            | Pologne   | 8 novembre 2013  | 10 novembre 2013 | Iselin Gjendemsjo sur Sauron-M.L.          |
| Poznań            | Pologne   | 5 décembre 2013  | 8 décembre 2013  | Felix Hassmann sur Horse Gym's Balzaci     |

#### Sous-ligue du Sud
| Ville       | Pays     | Début            | Fin               | Vainqueur                                  |
| ----------- | -------- | ---------------- | ----------------- | ------------------------------------------ |
| Bojourichte | Bulgarie | 23 mai 2013      | 26 mai 2013       | Monika Martini sur Cleopatra VI            |
| Lipica      | Slovénie | 31 mai 2013      | 2 juin 2013       | Marianne Schindele sur Outlaw II           |
| Budapest    | Hongrie  | 11 juillet 2013  | 14 juillet 2013   | Pieter Devos sur Dream Of India Greenfield |
| Celje       | Slovénie | 22 novembre 2013 | 24 novembre 2013  | Ales Opatrny sur Caramouche                |
| Budapest    | Hongrie  | 29 novembre 2013 | 1er décembre 2013 | Oliver Lazarus sur Pour le Poussage        |

#### Finale de la ligue
| Ville    | Pays    | Début        | Fin          | Vainqueur                |
| -------- | ------- | ------------ | ------------ | ------------------------ |
| Varsovie | Pologne | 13 mars 2014 | 16 mars 2014 | Ales Opatrny sur Zandiro |

### Ligue d'Europe de l'Ouest
| Ville       | Pays        | Début            | Fin              | Vainqueur                                       |
| ----------- | ----------- | ---------------- | ---------------- | ----------------------------------------------- |
| Oslo        | Norvège     | 10 octobre 2013  | 13 octobre 2013  | Scott Brash sur Hello Sanctos                   |
| Helsinki    | Finlande    | 17 octobre 2013  | 20 octobre 2013  | Patrice Delaveau sur Orient Express             |
| Vérone      | Italie      | 7 novembre 2013  | 10 novembre 2013 | Christian Ahlmann sur Aragon Z                  |
| Stuttgart   | Allemagne   | 13 novembre 2013 | 17 novembre 2013 | Hans-Dieter Dreher sur Embassy II               |
| Londres     | Royaume-Uni | 18 décembre 2013 | 23 décembre 2013 | Maikel Van der Vleuten sur VDL Groep Sapphire B |
| Malines     | Belgique    | 26 décembre 2013 | 30 décembre 2013 | Daniel Deusser sur Cornet d’Amour               |
| Leipzig     | Allemagne   | 16 janvier 2014  | 19 janvier 2014  | Patrice Delaveau sur Lacrimoso                  |
| Zurich      | Suisse      | 24 janvier 2014  | 26 janvier 2014  | Pius Schwizer sur Toulago                       |
| Bordeaux    | France      | 7 février 2014   | 9 février 2014   | Marcus Ehning sur Cornado NRW                   |
| Göteborg    | Suède       | 27 février 2014  | 2 mars 2014      | Nicola Philippaerts sur Donatella-N             |
| Bois-le-Duc | Pays-Bas    | 20 mars 2014     | 23 mars 2014     | Annulé                                          |

### Ligue japonaise
| Ville    | Pays  | Début             | Fin               | Vainqueur                      |
| -------- | ----- | ----------------- | ----------------- | ------------------------------ |
| Osaka    | Japon | 6 avril 2013      | 6 avril 2013      | Tae Sato sur Vrouwe Toltien    |
| Chiba    | Japon | 19 mai 2013       | 19 mai 2013       | Kazuma Tomoto sur Weldon D'05  |
| Nasu     | Japon | 1er juin 2013     | 2 juin 2013       | Koki Saito sur Eddi Maserati   |
| Fuji     | Japon | 23 septembre 2013 | 23 septembre 2013 | Tatsuya Kusanagi sur Navaro 25 |
| Osaka    | Japon | 19 octobre 2013   | 19 octobre 2013   | Tae Sato sur Vrouwe Toltien    |
| Shizuoka | Japon | 1er décembre 2013 | 1er décembre 2013 | Koki Saito sur Eddi Maserati   |

### Ligue de Nouvelle-Zélande - Pacifique
| Ville      | Pays             | Début             | Fin              | Vainqueur                       |
| ---------- | ---------------- | ----------------- | ---------------- | ------------------------------- |
| Hastings   | Nouvelle-Zélande | 23 octobre 2013   | 25 octobre 2013  | Maurice Beatson sur My Gollywog |
| Kihikihi   | Nouvelle-Zélande | 1er novembre 2013 | 3 novembre 2013  | Susan Hayward sur Andretti 17   |
| Feilding   | Nouvelle-Zélande | 6 décembre 2013   | 8 décembre 2013  | Samantha McIntosh sur Estina    |
| Taupo      | Nouvelle-Zélande | 19 décembre 2013  | 21 décembre 2013 | Samantha McIntosh sur Estina    |
| Dannevirke | Nouvelle-Zélande | 3 janvier 2014    | 5 janvier 2014   | Katie McVean sur Springfield    |
| Waitemata  | Nouvelle-Zélande | 11 janvier 2014   | 12 janvier 2014  | Katie McVean sur Springfield    |

## Finale
| Ville | Pays   | Début         | Fin           | Vainqueur                         |
| ----- | ------ | ------------- | ------------- | --------------------------------- |
| Lyon  | France | 17 avril 2014 | 21 avril 2014 | Daniel Deusser sur Cornet d’Amour |